# Juan Pablo Raba
Juan Pablo Raba Vidal (Bogotà, 14 gennaio 1977) è un attore colombiano.

## Biografia
Dopo il divorzio dei suoi genitori, Raba andò a vivere in Spagna con il padre argentino. Inizialmente studente di relazioni interne, abbandonò gli studi sapendo che quella non era la sua strada, e andò a vivere in Argentina. Nel 2003 sposa la giornalista Paula Quinteros, da cui si separa dopo tre anni. Nel 2007 inizia una relazione con l'attrice Marjorie de Sousa, che si concluderà l'anno successivo.

## Filmografia parziale

### Cinema
- The 33, regia di Patricia Riggen (2015)
- La fratellanza (Shot Caller), regia di Ric Roman Waugh (2017)
- Peppermint - L'angelo della vendetta (Peppermint), regia di Pierre Morel (2018)
- Un uomo sopra la legge (The Marksman), regia di Robert Lorenz (2021)
- Freelance (2023), regia di Pierre Morel

### Televisione
- Dolce Valentina (Mi gorda bella) – serial TV, 175 puntate (2002-2003)
- Mental – serie TV, 1 episodio (2009)
- Flor Salvaje – serial TV, 1 puntata (2011)
- Narcos – serie TV, 30 episodi (2015-2017)
- Agents of S.H.I.E.L.D. – serie TV, 6 episodi (2015-2016)
- Six – serie TV, 18 episodi (2017-2018)
- Distrito Salvaje – serie TV, 19 episodi (2018-2019)
- Coyote – serie TV, 6 episodi (2021)

## Doppiatori italiani
Nelle versioni in italiano delle opere in cui ha recitato, Juan Pablo Raba è stato doppiato da:
- Alessio Cigliano ne La fratellanza, Peppermint - L'angelo della vendetta
- Giorgio Borghetti in The 33
- Simone D'Andrea in Un uomo sopra la legge
- Alan Bianchi in Agents of S.H.I.E.L.D.
- Marcello Moronesi in 7 años
- Jacopo Venturiero in Coyote
- Luca Ward in Delirio